# 蒲池久直
蒲池 久直（かまち ひさなお）は、平安時代末期から鎌倉時代初頭の武将。蒲池氏（前蒲池）の祖。正式な名乗りは源 久直（みなもと の ひさなお）。
肥前国の皇室直轄荘園の神埼荘（鳥羽院領）に荘官として下向した嵯峨源氏の源満末の曾孫（あるいは子）。源貞成の子。

## 鎮西御家人
平忠盛、平清盛と平家の知行地である神埼荘の武士として治承・寿永の乱（源平合戦）では当初は平家方であったが、壇ノ浦の戦いにおいて源家方に立ち、その手柄により鎌倉幕府の鎮西御家人になり、源頼朝から筑後国三潴郡の地頭に任じられた。その勢力を背景に蒲池城を本拠地として蒲池氏の初代となった。

## 系譜
- 父：源貞宗
- 母：不詳
- 妻：不詳
- 子女
  - 男子：蒲池行貞
  - 男子：蒲池行末？
  - 男子：蒲池行房？

行末は行貞の、行房は行末の子ともされる。